# Kostel San Fermo Maggiore
Kostel San Fermo Maggiore (italsky chiesa di San Fermo Maggiore, česky Kostel svatého Ferma většího, jiným názvem kostel svatých Ferma a Rustica, italsky chiesa dei Santi Fermo e Rustico) je římskokatolický kostel ve východní části historického centra Verony.
Kostel se de facto skládá ze tří kostelů různého stáří – kostel z 5. století (dochované jen drobné zbytky), dolní románský benediktinský kostel a horní velký františkánský kostel.

## Historie

### Starověk
Roku 304 byli ve Veroně umučeni Svatý Fermo a Rustico, kteří se později stali patrony Verony. V 5. století na místě současného kostela vznikl raně křesťanský kostel, z něhož se do současné doby dochovaly jen malé zbytky. O tomto kostele je toho známo jen velmi málo.

### Středověk

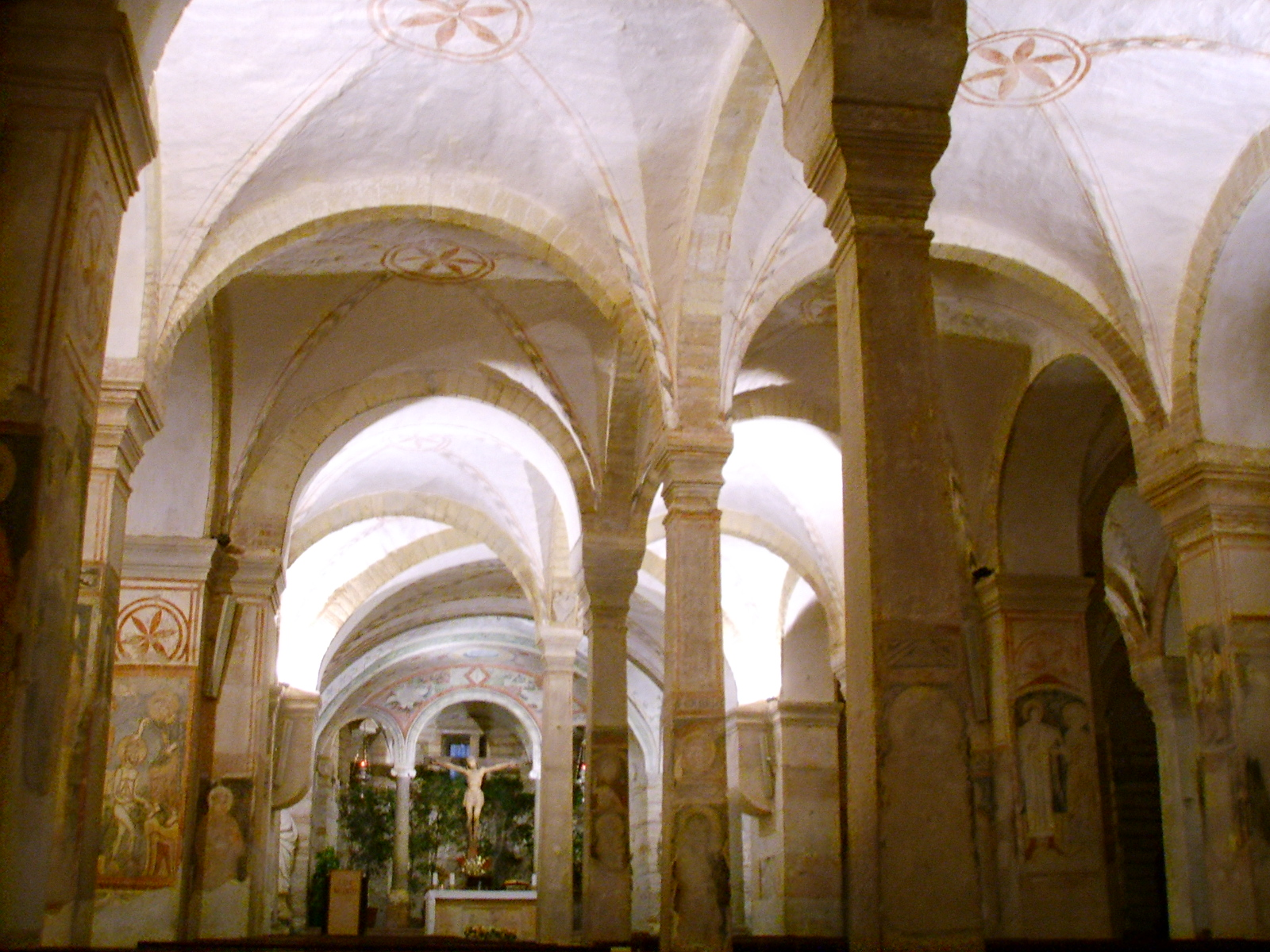
Dolní kostel, současná podoba převážně z roku 1143

V letech 1065 až 1143 zde Řád svatého Benedikta provedl rekonstrukci v románském slohu. V komplexu byly vybudovány dva kostely - nižší (kde byly uloženy relikvie) a vyšší. Též započala stavba zvonice, která byla dokončena až ve 13. století.
Roku 1260 kostel převzal Řád menších bratří (Františkáni). Po převzetí kostela Františkáni zrekonstruovali horní větší kostel do jeho současné podoby, zatímco menší dolní kostel zůstal románský dodnes. Stavby finančně podpořil Guglielmo da Castelbarco, který je zpodobněn na více freskách v kostele.
Je zde pohřben například lékař Aventino Fracastoro či na zahradě před vstupem do kostela od řeky Adiže část rodiny Alighieri (předkové Danteho Alighieriho).

### Novověk
Dne 30. srpna 1807 Napoleon z kostela mnichy vyhnal. V roce 1882 byl kostel poškozen povodní Adiže. Za druhé světové války byl kostel mírně poškozen.

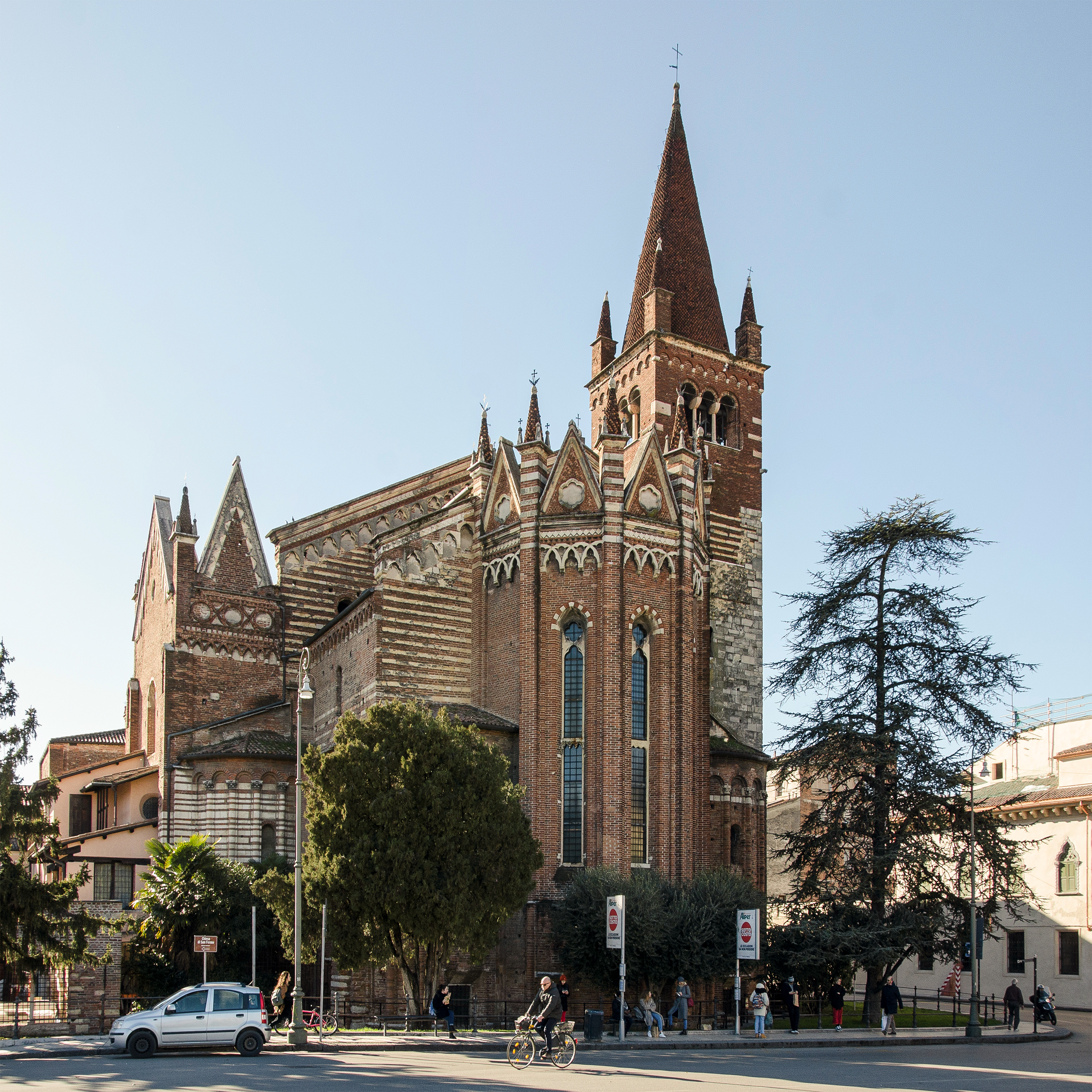
Pohled na kostel od řeky Adiže

V roce 2018 byla v ambitu kostela nalezena hrobka patřící pravděpodobně velmistrovi Řádu Templářů Arnoldu z Torrojy.

## Exteriér

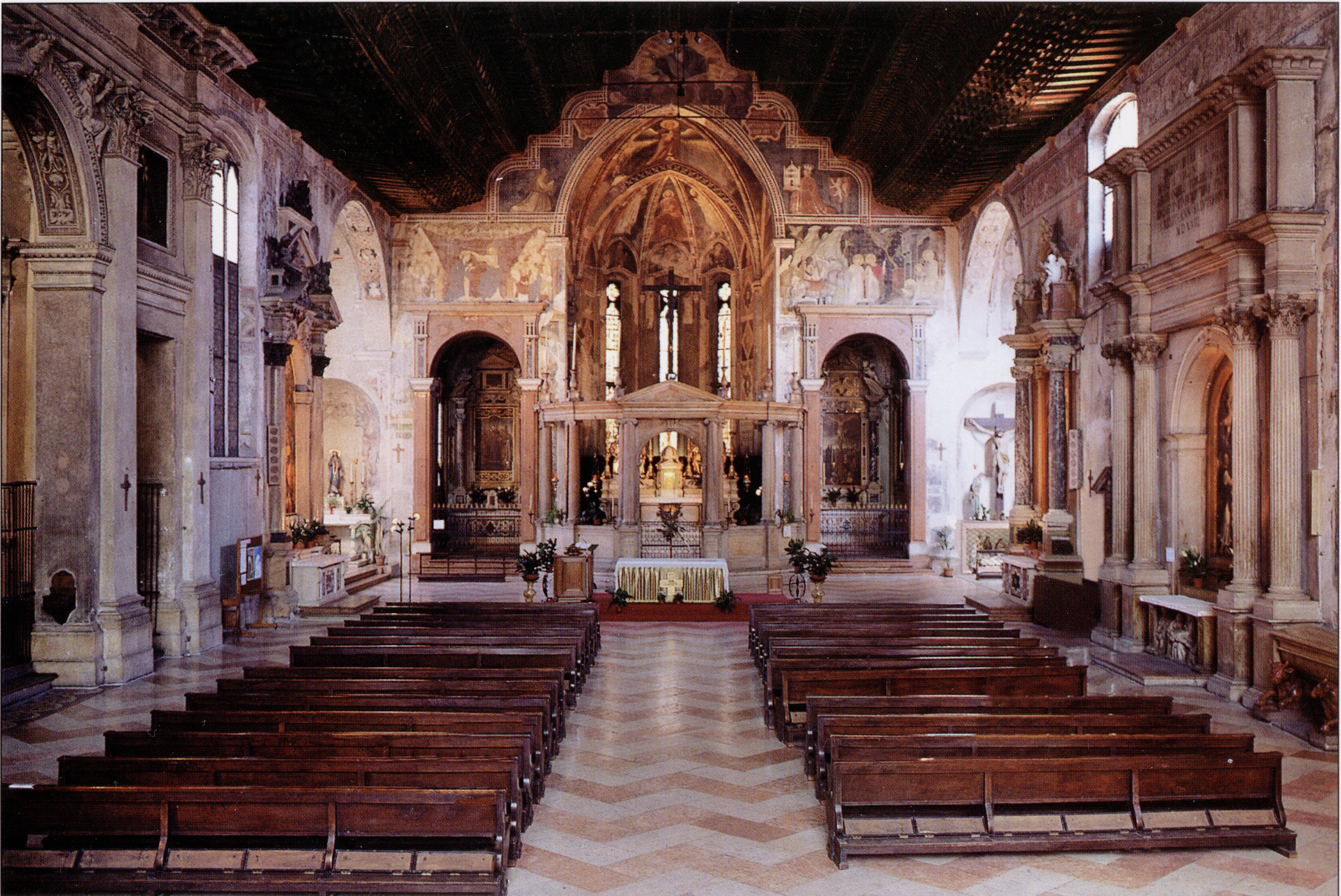
Horní kostel z 15. století

Jeden vstup do kostela se nachází na náměstí Piazza San Fermo. Vedle vstupního portálu se nachází hrobka lékaře Aventina Fracastora. Poblíž do kostela vede z ulice Stradone S. Fermo boční vchod s modro-červeno-bílým vstupním portálem. Turisté vchází vstupem z nádvoří.

## Interiér

### Dolní kostel
Dolní kostel je převážně nezměněný z let jeho výstavby (1065 až 1143), kdy byl vystavěn v románském slohu. Disponuje třemi loděmi a řadou podpěr. Fresky v dolním kostele pochází z 11. až 16. století. Střecha dolního kostela je původní kamenná. Střecha každého vrcholu křížové stěny je vyzdobena vyobrazením červené květiny s šesti listy obklopené dvěma slabě červenými kruh. Jeho současná podoba je až na několik fresek stejná, jako ve 12. století.

### Horní kostel
Horní kostel byl také postaven v letech 1065 až 1143, ovšem na rozdíl od kostela dolního došlo v šedesátých letech 13. století k jeho naprosté přestavbě v gotickém slohu.
Střecha je kryta dřevem pocházejícím ze 14. století, které je renesančně umělecky vyzdobeno. Střešní konstrukci zdobí 416 fresek svatých ze 14. století. Stěny jsou plné renesančních fresek.
Nachází se zde  četné kaple a oltáře. Kazatelnu nechal vyrobit architekt Antonio da Mestre a byla dokončena v roce 1396. Kolem kazatelny se nachází fesky Martina z Verony vyrobené též ve stejném roce.

## Galerie
- Dolní kostel
- Horní kostel
- Kazatelna v horním kostele
- Fresky z roku 1350 v horním kostele.
- Oltář
- Hrobka Aventina Fracastora
- Boční vchod
- Pohled od náměstí Piazza san Fermo